# Бремзены
Бремзены (собственно: Брёмзены; нем. Brömsen) — остзейский немецкий дворянский род.

## История
Родоначальник — Иоганн (Юхан) Брёмс, уроженец Швеции, (сын ремесленника-котельщика), который пользовался доверием короля Карла IX, стал бургомистром Дерпта (современный Тарту) и был возведён в потомственное дворянство с фамилией фон Бремзен.
Сами наследники Иоганна Бремзена, впрочем, пытались вывести свой род от любекского патрицианского (в дальнейшем — баронского) рода Брёмзенов, известного с эпохи Ренессанса, члены которого некогда избирались бургомистрами Любека (см. также брёмзенталер), но, по всей вероятности, эта генеалогия неверна.
Когда в ходе Северной войны Прибалтика перешла от Швеции к России, часть потомков Бремзена приняли русское подданство. Они были занесены в матрикулы (дворянские книги) Эстляндского и Лифляндского рыцарства.
Многие представители рода служили офицерами в русской армии но высоких должностей достигали редко.
Ещё одна ветвь рода после окончания Северной войны переселилась в Швецию. Из её представителей наиболее известен актёр Томас фон Брёмссен (шв.; род. 1943).

## Описание герба
В голубом поле золотое стропило между трех золотых лилий. В серебряной главе черная оторванная голова орла с золотым клювом и красным языком.
Щит увенчан повернутым дворянским шлемом с рыцарским бурелетом (пять витков — голубой-серебряный-голубой-золотой-голубой). Нашлемник — золотая шестиконечная звезда, положенная на четыре страусовых пера, из которых центральные серебряные, а крайние голубые. Намет голубой, подложенный золотом и серебром в шахматы.